# Арта (язык)
А́рта — австронезийский язык одноимённой негритосской народности, проживающей на филиппинском острове Лусон. Является бесписьменным, находится на грани исчезновения.

## Распространение и изучение
Представители арта — одной из негритосских народностей Филиппин, которые исторически являются носителями языка, проживают во внутренних, гористых районах восточной части Лусона. По состоянию на начало XXI века сколь-либо компактного ареала их расселения не выявлено: небольшие — по несколько семей — общины арта проживают на значительном удалении друг от друга на территории по крайней мере трёх муниципалитетов провинции Кирино: Аглипай, Маддела и Нагтипунан. Общая численность народности оценивается примерно в 150 человек.
Первое упоминание о языке арта в науке относится к 1974 году: тогда была опубликована лингвистическая карта Филиппин, основанная, в том числе на результатах исследований американского этнографа Томаса Хэдланда (англ. Thomas N. Headland), которому несколькими годами ранее удалось обнаружить нескольких носителей этого языка и зафиксировать более 200 его лексических единиц. В последующем изучением арта занимались, в частности, американец Лоуренс Рид (англ. Lawrence A. Reid) из Гавайского университета и японец Юкинори Кимото (яп. 木本幸憲), сотрудник Киотского университета — их работы позволили выявить новые районы проживания арта, собрать достаточно значительный лексический корпус (более 1000 единиц) и вынести суждения о классификации языка.
Исследования показали критическое состояние языка арта: количество его носителей стремительно сокращается. В 1987 году Рид, основываясь на сведениях своих местных собеседников, сообщал о 25—30 семьях, использующих этот язык. Кимото в 2012-13 годах в течение 13 месяцев удалось найти лишь 11 носителей — в основном людей старше 50 лет, а также порядка 35—45 человек, понимающих арта, но неспособных свободно разговаривать на нём. Это позволяет специалистам классифицировать арта как язык, находящийся на грани исчезновения и давать весьма скептические прогнозы относительно возможности его сохранения. Примечательно, что до исследований, проведённых Кимото, арта был классифицирован в «Атласе языков мира, находящихся под угрозой исчезновения», издаваемом ЮНЕСКО, как вымерший язык.
Установлено, что большая часть арта, утратившая родной язык, перешла на языки соседних, более многочисленных народностей — в основном на нагтипунан-агта и илоканский, а также, в меньшей степени, на тагальский. Для большинства из них — как и для их соплеменников, сохраняющих арта, характерно владение в той или иной степени по крайней мере двумя языками.

## Классификация и происхождение
Специалисты с некоторой долей условности относят арта к северолусонской ветви филиппинских языков. Выявленные ими весьма значительные грамматические и, в меньшей степени, фонетические особенности этого языка позволяют говорить об отсутствии у него какого-то родства с другими северолусонскими языками. Поэтому арта не включается ни в одну из подветвей или групп указанной ветви, а классифицируется как изолированный язык. Каких-либо диалектов в его рамках не выявлено, равно как и каких-либо альтернативных названий языка в целом.
Несмотря на свой изолированный характер, арта испытывает заметное влияние со стороны языков соседних этнических общностей. Особенно много заимствований обеспечивает илоканский язык, в значительной степени выполняющий роль лингва-франка среди полиэтнического населения этой части Лусона. При этом влияние тагальского на арта минимально, что является ещё одним его отличием от большинства других языков филиппинских негритосов.
Арта относят к числу наиболее древних австронезийских языков Лусона. Предполагается, что он сформировался среди части местных негритосов на основе некоего единого языка, привнесённого австралоидами, заселившими остров около 5 тыс. лет назад, ещё до разделения того на различные ветви. В силу этого его изучение представляется достаточно важным для понимания процессов эволюции филиппинских языков и этногенеза местных народов.